# Американский пирог 6: Переполох в общаге
«Американский пирог представляет: Переполох в общаге» (англ. American Pie Presents Beta House) — американский комедийный фильм 2007 года, выпущенный компанией Universal Pictures. Это третья часть серии фильмов «Американский пирог представляет», которая является ответвлением франшизы «Американский пирог». Джон Уайт исполняет роль Эрика Стифлера, первокурсника колледжа, который вступает в братство общаги, возглавляемое его кузеном Дуайтом Стифлером (Стив Тэлли). Кристофер МакДональд исполняет роль отца Эрика, а Юджин Леви играет выпускника Ноя Левенштейна. Фильму предшествовал фильм «Американский пирог представляет: Голая миля» (2006).
Компания Universal заказала фильм после положительной коммерческой реакции на «Голую милю». Сценарист Эрик Линдсей, продюсер У. К. Бордер и четыре из пяти основных актёров предыдущего фильма вернулись в картину. Основные съемки проходили в течение семи-восьми недель с 4 июня 2007 года в Торонто, Онтарио, Канада.
Релиз на DVD 10 декабря 2007 года на международном рынке и 26 декабря 2007 года в США. Фильм имел умеренный финансовый успех и собрал 18,55 миллионов долларов США. Он получил в целом негативные отзывы кинокритиков.

## Сюжет
После разрыва отношений с Трейси Эрик Стифлер и его друг Куз поступают в Мичиганский университет на первый курс. Эрик знакомится с девушкой по имени Эшли и своим новым соседом по комнате Бобби. Затем Эрика встречает его кузен Дуайт Стифлер, лидер братства Beta House, который приглашает Эрика, Кузи и Бобби на вечеринку. Они знакомятся с Уэсли, председателем группы «Бета Хаус», у которого случаются алкогольные провалы, и узнают, как они могут получить право стать новичками «Бета Хаус». Дуайт также сообщает им, что Дом Гиков, управляемый богатыми ботаниками, пытается закрыть Дом Бета.
Эрик и Эшли идут на первое свидание в ресторан, где горячий суп случайно проливается ему на колени, и она приводит его в свою комнату, чтобы он привел себя в порядок. Когда Эшли протирает лосьоном бедро Эрика, он случайно эякулирует на ее вещи. Эрик извиняется, объясняя, что после разрыва с Трейси он не испытывал оргазма четыре месяца, так как мастурбация в его доме запрещена из-за предыдущего случая.
Тем временем Куз влюбляется в соседку Эшли Дениз; однако она нервничает из-за секса с ним, но предлагает вместо этого помастурбировать ему. После разговора с Эриком, Бобби и Дуайтом о Дениз, у Куза появляются подозрения, что у Дениз может быть пенис.
Вместе с двумя другими новичками Эрик, Куз и Бобби выполняют пятьдесят заданий, чтобы стать новичками Дома Бета, среди которых: получить автограф от стриптизёрши, заняться сексом с профессором, выйти замуж за новичка и поместить живого страуса в Дом Гиков. После выполнения последнего задания (украсть что-то из Дома гиков) Эдгар, президент Дома гиков, вызывает Дом бета на «греческую олимпиаду», победители которой забирают Дом проигравших. Перед началом состязания Дуайт узнает, что во время попытки набрать в братство карликов Эдгар занимался сексом с овцой.
Будучи последним победителем олимпиады, выпускник Бета-хауса Ноа Левенштейн возвращается в кампус, чтобы вести соревнование. Первую игру выигрывает Бета Хаус, так как Дуайт и Эдгар соревнуются в снятии бюстгальтеров с девушек. Дом Гиков выигрывает следующие три матча: поединок на световых мечах, поимка жирной свиньи и забег на «69» на двух человек. Дом Бета побеждает в пятом и шестом конкурсах: в русской рулетке между Дуайтом и Эдгаром с выдержанной спермой лошади; и в конкурсе по распитию пива между всеми членами обоих Домов, который в итоге выиграл Уэсли с помощью подставки для бочонков.
Во время финального конкурса танцев на коленях Дом Бета использует фетиш Эдгара на овец против него, а девушка Бобби Марджи надевает костюм овцы, в результате чего Дом Гиков проигрывает олимпиаду. Получив особняк Дома Гиков, Дом Бета устраивает тога-вечеринку. Эрик и Эшли устанавливают свои отношения и занимаются сексом. Тем временем Куз и Дениз наконец-то тоже спят вместе, и Куз обнаруживает, что Дениз скрывает тот факт, что она эякулирует во время секса, к его большому восторгу.
В посткредитной сцене Эдгар даёт указание стриптизёрше в «Серебряном долларе» танцевать с головным убором костюма овцы.

## В ролях
| Актёр                | Роль                       |
| -------------------- | -------------------------- |
| Джон Уайт            | Эрик Стифлер               |
| Стив Талли           | Дуайт Стифлер              |
| Кристофер Макдональд | мистер Стифлер, отец Эрика |
| Меган Хефферн        | Эшли                       |
| Джейк Сигел          | Майк                       |
| Ник Нак              | Бобби                      |
| Кристин Барджер      | Мардж                      |
| Юджин Леви           | Ноа Левенштайн             |
| Джонатан Кельтц      | Уэсли                      |
| Италия Риччи         | Лора Джонсон               |
| Робби Амелл          | Ник Андерсон               |

## Производство
«Голая миля», вторая часть серии фильмов спин-оффов, имела коммерческий успех, и Universal Pictures подготовила продолжение. Сценарист «Голой мили» Эрик Линдсэй предложил фильм, сказав: «Слушайте, мы, конечно, не собираемся превзойти „Зверинец“, но прошло уже 25 лет. Я был в братстве шесть лет. Давайте просто снимем фильм про новичков». Universal дала Линдсею зеленый свет на написание «Переполоха в общаге», а также наняла Эндрю Уоллера и продюсера «Голой мили» У. К. Бордера в качестве режиссера и продюсера фильма соответственно. Сценарий фильма был основан на персонажах Адама Херца и на аспектах собственной жизни Линдсэя. Линдсэй чувствовал, что то, что Universal не беспокоилась о том, что фильм будет похож на «Зверинец», давало «больше возможностей сохранить органичность сюжета», что он считал вызовом при написании сиквела.
В фильме снялся тот же основной актёрский состав, что и в «Голой миле»: Джон Уайт, Стив Тэлли, Кристофер МакДональд и Юджин Леви повторили свои роли из предыдущего фильма. Леви вернулся, чтобы сыграть Ноа Левенштейна в шестой раз во франшизе «Американский пирог». Крейг Корнблау, президент Universal Studios Home Entertainment сказал: «мы думаем, что он имеет решающее значение для этой франшизы, потому что его персонаж представляет собой сердце фильма». Джейк Сигел, Жаклин А. Смит, Дэн Петрониевич и Джордан Прентис также повторили свои роли из «Голой мили».
Основные съёмки начались 4 июня 2007 года и продолжались около восьми недель. Съемки проходили в Университете Торонто, на студии Pinewood Toronto Studios и в стрип-клубе Brass Rail в Торонто. Neo Art & Logic, Rogue Pictures и Universal Pictures произвели фильм при бюджете, составляющий около $10 млн. Фильм должен был стать началом новой трилогии, начиная с «Голой мили», и хотя велись переговоры о продолжении, оно так и не появилось.

### Выпуск
Фильм был выпущен на DVD 10 декабря 2007 года на международном рынке и 26 декабря 2007 года в США. Рекламировался под лозунгом «Самый возмутительный кусок пирога!». Был выпущен в двух однодисковых DVD-изданиях. Издание с рейтингом R не включало никаких специальных функций, в то время как издание без рейтинга включало дорожку с комментариями, закулисные клипы, удаленные сцены и сюжетные линии, фальшивое объявление, рекламные ролики, ауттейки, шуточное интервью с Ноа Левенштейном, музыкальное видео God Made Me Funky и эпизод из 30 Rock. За первые четыре недели DVD продали более 534 000 копий в США, выручив $12,25 млн. Universal Pictures рассчитывала продать более миллиона экземпляров; с тех пор продажи составили более 898 000 экземпляров в США, выручив $18,55 млн.

## Критика
Фильм получил в целом негативные отзывы кинокритиков. ЛаРю Кук из Entertainment Weekly поставил фильму оценку «D» и написал: «То, что когда-то было свежим кусочком подростковой комедии, превратилось в кусок затхлой грубости». Хок Тэ из IGN дал фильму 5 из 10 баллов, написав, что он «остаётся очень близким к формуле американского пирога», в то же время критикуя историю как «лишенную чего-либо отдаленно полуубедительного или даже примечательного». Скотт Вайнберг из Moviefone в своей отрицательной рецензии нашёл фильм «немного более забавным, чем две предыдущие части», в частности, похвалив сцену сексуальной ролевой игры «Звёздный путь» и назвав ее «чрезвычайно эффектной». Джеффри Робинсон из DVD Talk пишет, что «если что, это утомит вас и заставит задуматься, зачем вы потратили полтора часа своей жизни». На сайте JoBlo.com Адам Куигли высмеивает темы фильма, заявляя, что «если из этих фильмов и можно извлечь какой-то урок, так это то, что женщины — это объекты, и с ними всегда следует обращаться именно так». В положительной рецензии Питер Хэммонд из Maxim описывает третий спин-офф как «полный секса, смеха и буйного веселья», написав, что это «возможно, самый возмутительный кусок пирога!».